# Balkan Cup 1935
De Balkan Cup 1935 was de 6e editie van dit voetbaltoernooi. Het toernooi werd gespeeld tussen 16 en 24 juni 1935 . Er waren vier deelnemers. Joegoslavië werd kampioen.

## Eindstand
| Team        | Gsp | W | G | V | DV | DT | DS | Ptn |
| ----------- | --- | - | - | - | -- | -- | -- | --- |
| Joegoslavië | 3   | 2 | 1 | 0 | 11 | 4  | +7 | 5   |
| Bulgarije   | 3   | 2 | 1 | 0 | 12 | 5  | +7 | 5   |
| Griekenland | 3   | 0 | 1 | 2 | 5  | 13 | –8 | 1   |
| Roemenië    | 3   | 0 | 1 | 2 | 2  | 8  | –6 | 1   |

## Wedstrijden
|                                                   |                                                                    |       |                                     |                                                                                  |
| 16 juni 1935 «onderlinge duels» 17:30 uur (UTC+2) | Bulgarije                                                          | 5 – 2 | Griekenland                         | Joenakstadion, Sofia Toeschouwers: 12.000 Scheidsrechter: Costel Radulescu (ROU) |
| 16 juni 1935 «onderlinge duels» 17:30 uur (UTC+2) | Asen Peshev 23' Ljoebomir Angelov 26', 28', 63' Mihail Lozanov 68' |       | 21' Kostas Houmis 74' Kostas Houmis | Joenakstadion, Sofia Toeschouwers: 12.000 Scheidsrechter: Costel Radulescu (ROU) |

|                                                   |          |                                              |             |                                                                                     |
| 17 juni 1935 «onderlinge duels» 19:00 uur (UTC+2) | Roemenië | 0 – 2                                        | Joegoslavië | Joenakstadion, Sofia Toeschouwers: 10.000 Scheidsrechter: Stavros Hatzopoulos (GRE) |
| 17 juni 1935 «onderlinge duels» 19:00 uur (UTC+2) |          | 33' Blagoje Marjanović 56' Branislav Sekulić |             | Joenakstadion, Sofia Toeschouwers: 10.000 Scheidsrechter: Stavros Hatzopoulos (GRE) |

|                                                   |                                                                                     |       |          |                                                                                     |
| 19 juni 1935 «onderlinge duels» 17:30 uur (UTC+2) | Bulgarije                                                                           | 4 – 0 | Roemenië | Joenakstadion, Sofia Toeschouwers: 10.000 Scheidsrechter: Stavros Hatzopoulos (GRE) |
| 19 juni 1935 «onderlinge duels» 17:30 uur (UTC+2) | Mihail Lozanov 11' Vuchko Yordanov 33' Asen Peshev 49' Petre Sucitulescu 62' (e.d.) |       |          | Joenakstadion, Sofia Toeschouwers: 10.000 Scheidsrechter: Stavros Hatzopoulos (GRE) |

|                                                   |                     |       | |                                                                             |
| 21 juni 1935 «onderlinge duels» 17:30 uur (UTC+2) | Griekenland         | 1 – 6 | Joegoslavië                                                                                           | Joenakstadion, Sofia Toeschouwers: 5.000 Scheidsrechter: Nikola Dosev (BUL) |
| 21 juni 1935 «onderlinge duels» 17:30 uur (UTC+2) | Mitsos Baltasis 44' |       | 31', 70' Aleksandar Živković 33' Blagoje Marjanović 49' Đorđe Vujadinović 81', 83' Svetislav Glišović | Joenakstadion, Sofia Toeschouwers: 5.000 Scheidsrechter: Nikola Dosev (BUL) |

|                                 |                                 |       |                                                  |                                                                                     |
| 24 juni 1935 «onderlinge duels» | Bulgarije                       | 3 – 3 | Joegoslavië                                      | Joenakstadion, Sofia Toeschouwers: 25.000 Scheidsrechter: Stavros Hatzopoulos (GRE) |
| 24 juni 1935 «onderlinge duels» | Ljoebomir Angelov 25', 28', 66' |       | 2' Blagoje Marjanović 19', 75' Đorđe Vujadinović | Joenakstadion, Sofia Toeschouwers: 25.000 Scheidsrechter: Stavros Hatzopoulos (GRE) |

|                                                   |                        |       |                                   |                                                                            |
| 24 juni 1935 «onderlinge duels» 16:00 uur (UTC+2) | Griekenland            | 2 – 2 | Roemenië                          | Levski Field, Sofia Toeschouwers: 1.000 Scheidsrechter: Nikola Dosev (BUL) |
| 24 juni 1935 «onderlinge duels» 16:00 uur (UTC+2) | Kostas Houmis 10', 15' |       | 24' Iuliu Bodola 26' Lucian Gruin | Levski Field, Sofia Toeschouwers: 1.000 Scheidsrechter: Nikola Dosev (BUL) |